# فيكتور مونيوز
فيكتور مونيوز (بالإسبانية: Víctor Muñoz) (ولد في 15 مارس، 1957، في سرقسطة، إسبانيا) كان لاعب كرة قدم في الثمانينات، وتألق في ريال سرقسطة ونادي برشلونة الإسبانيين، بالإضافة إلى منتخب إسبانيا لكرة القدم. وكان من أوائل الإسبانيين الذين لعبوا في الدوري الإيطالي، حيث لعب مع نادي سمبدوريا.
لعب فيكتور مونيوز كلاعب وسط، وكانت لديه المقدرة على الهجوم والدفاع بشكل متميز أيضاً. تألق فيكتور في منتخب إسبانيا بين عامي 1981 و1988. شارك مع منتخب بلاده في بطولة كأس العالم لكرة القدم 1982 في إسبانيا، وبطولة كأس العالم لكرة القدم 1986 في المكسيك. كما شارك في كأس أوروبا عام 1984 بفرنسا الذي كان فيه المنتخب الإسباني الوصيف، وعام 1988 بألمانيا.
في التسعينيات أصبح مدرباً ودرب عدة أندية من بينها ريال مايوركا، فياريال، وريال سرقسطة (حالياً).

## الأندية التي لعب فيها
- ريال سرقسطة (إسبانيا): 1976 - 1981
- نادي برشلونة (إسبانيا): 1981 - 1988
- نادي سمبدوريا (إيطاليا): 1988 - 1990
- ريال سرقسطة (إسبانيا): 1990 - 1991

## روابط خارجية
- فيكتور مونيوز على موقع الاتحاد الدولي (مؤرشف)  (الإنجليزية)
- فيكتور مونيوز على موقع الاتحاد الأوربي (الإنجليزية)
- فيكتور مونيوز على موقع قاعدة بيانات كرة القدم.إي يو (الإنجليزية)
- فيكتور مونيوز على موقع ناشيونال فوتبول تيمز (الإنجليزية)
- فيكتور مونيوز على موقع كووورة
- فيكتور مونيوز على موقع أوليمبيديا (الإنجليزية)